# 鯷狀棱鯡
鯷狀棱鯡為輻鰭魚綱鲱形目鲱科的其中一種，分布於裏海海域，體長可達16.5公分，棲息在沿岸鹹水域，成群活動，在不同季節時會進行垂直性洄游，可作為食用魚。

## 擴展閱讀
維基物種上的相關：鯷狀棱鯡